# Rhyssoplax aerea
Rhyssoplax aerea is een keverslakkensoort uit de familie van de Chitonidae. De wetenschappelijke naam van de soort is voor het eerst geldig gepubliceerd in 1847 door Reeve als Chiton aereus.

## Synoniemen
- Chiton (Rhyssoplax) aereus Reeve, 1847
- Chiton aereus Reeve, 1847
- Chiton clavatus Suter, 1907
- Chiton huttoni Suter, 1906
- Chiton siculoides E. A. Smith, 1891
- Chiton suteri Iredale, 1910
- Gymnoplax alphonsinae Rochebrune, 1884
- Rhyssoplax oliveri Mestayer,, 1921